# BBC America
BBC America es un canal de cable básico estadounidense que es propiedad conjunta de BBC Studios y AMC Networks. El canal transmite principalmente series y películas de ciencia ficción y acción, así como programas seleccionados de la BBC.
A diferencia de los canales nacionales de la BBC en el Reino Unido, BBC America no recibe financiación de la tasa de licencia británica (que es la financiación principal de los canales de la BBC dentro del Reino Unido), ya que la BBC no puede financiar ninguno de sus canales que están disponibles fuera del Reino Unido. En consecuencia, BBC America opera como un canal comercial y acepta publicidad tradicional. También se financia con las cuotas de suscripción a la televisión. A partir de septiembre de 2018, BBC America está disponible para alrededor de 80,9 millones de hogares con televisión (87,8% de los clientes de televisión de pago) en los Estados Unidos.

## Historia
BBC America se lanzó el 29 de marzo de 1998, presentando una mezcla de programas de comedia, drama y estilo de vida de BBC Television y otras emisoras de televisión británicas, incluidas ITV y Channel 4. En los primeros días del canal, se enfocaba en repeticiones de programas de estilo de vida populares como Changing Rooms y Ground Force. El jefe de programación de televisión de BBC America declaró más tarde que el canal necesitaba establecer un nicho, ya que los espectadores no británicos encontraban atractivos los programas de estilo de vida.
La mayoría de los programas más nuevos aparecieron como parte del programa vespertino de BBC America. La cadena eliminó la telenovela británica EastEnders de su programación en 2003 debido a los bajos índices de audiencia; sin embargo, la eliminación del programa de BBC America provocó quejas de los espectadores, lo que llamó la atención de los medios.
En 2014, AMC Networks adquirió una participación accionaria del 49,9% en BBC America por $200 millones y reemplazó a Discovery Communications como su socio administrativo. Como parte del acuerdo, AMC Networks también asumió la responsabilidad de negociar las ventas de publicidad y transmisión en EE. UU. para el canal BBC World News. El director ejecutivo de AMC Networks, Josh Sapan, declaró que el acuerdo le dio a su compañía "una poderosa colección de redes que se encuentran entre las más aclamadas por la crítica, con dramas distintos y otro contenido potente que crea una conexión profunda con los espectadores", mientras que el director ejecutivo de BBC Worldwide, Tim Davie, lo consideró "una oportunidad para hacer crecer la calidad creativa y la ambición desde una base ya alta".
El domingo 25 de abril de 2021, BBC America presentó un logotipo y un eslogan rediseñados: "Brit-ish". AMC Networks también es socio en las operaciones estadounidenses de BritBox, un servicio de suscripción over-the-top centrado en la televisión británica operado por BBC Studios e ITV plc.

## Programación
A mediados de la década del 2000, BBC America produjo algunos de sus propios programas junto con algunas producciones conjuntas, incluido Sharpe's Challenge, parte de la serie Sharpe de películas para televisión y coproducida con ITV; y The State Within y Jekyll, que fueron coproducciones con la BBC. La primera serie original producida únicamente por el canal fue Cobre, que se estrenó en el verano de 2012. BBC America también incursionó en la coproducción de series británicas, incluidas Robin Hood, The Musketeers, Killing Eve y a partir de su cuarta serie, el renacimiento de Doctor Who. También coprodujeron la serie canadiense Orphan Black. BBC America solía transmitir BBC World News de lunes a viernes por la mañana de 6:00 a 8:00 a. m., hora del este y del Pacífico. Todos los programas de noticias ahora se transmiten exclusivamente en el canal BBC World News, también distribuido por AMC Networks en los Estados Unidos. BBC America ha realizado cobertura del Campeonato Mundial de Dardos de PDC en transmisión simultánea con Sky Sports, con transmisión de rondas preliminares y transmisión de finales por televisión.